# Super Bowl II
Super Bowl II var den anden udgave af Super Bowl, finalen i den amerikanske football-liga NFL. Kampen blev spillet 14. januar 1968 på Orange Bowl i Miami og stod mellem Green Bay Packers og Oakland Raiders. Packers vandt 35-10, og tog dermed sin anden Super Bowl sejr i træk.
Kampens MVP (mest værdifulde spiller) blev Packers quarterback Bart Starr, der dermed vandt æren for andet år i træk.
| NFL | Spire Denne artikel om NFL er en spire som bør udbygges. Du er velkommen til at hjælpe Wikipedia ved at udvide den. |